# Everlast
Erik Schrody (Valley Stream, Nueva York, 18 de agosto de 1969), más conocido por su nombre artístico Everlast, es un rapero y cantautor estadounidense, conocido por su éxito "What It's Like", y por su género único cruce de mezcla de hip-hop y rock-acústico.
Fue el líder del grupo de rap de House of Pain hasta 1996. En 2000, ganó un Grammy por Mejor Interpretación por un Dúo o Grupo con el músico Carlos Santana por "Put Your Lights On".

## Los primeros días y House of Pain
Everlast nació en Valley Stream, Nueva York, es de ascendencia irlandesa. Mientras era miembro de Rhyme Syndicate, sacó su primer álbum como solista llamado Forever Everlasting (1990), en gran parte posible gracias a Ice T. Este álbum fue una decepción, tanto para la crítica como comercialmente. Tras este fracaso, Everlast se asoció con DJ Lethal y su amigo de secundaria Danny Boy para formar House of Pain. El grupo firmó con Tommy Boy Records y su álbum de debut homónimo (1992) fue multi-platino. DJ Muggs produjo el exitoso single "Jump Around". Esta canción también fue remezclada dos veces por Pete Rock, una versión con un verso de él y otro sin él. El álbum también incluyó a miembros de Cypress Hill, B-Real en la canción "Put Your Head Out".
Se declaran a sí mismos como ruidosos hooligans de la Irlanda Americana (aunque Lethal en realidad tiene ascendencia de Letonia), hicieron giras con varias bandas de rap y de rock alternativo. Participaron junto con Helmet, en otras presentaciones de rap, con lo que su influencia llegó hasta 1993, año en el que grabaron un tema de rock-rap en colaboración para la banda sonora de la película Judgment Night. El grupo finalmente se disolvió en 1996 y Everlast una vez más retomó su carrera en solitario.

## What It's Like
El segundo álbum solista de Everlast Whitey Ford Sings the Blues (1998) - que se publicó ocho años después de su debut solista y de que tuviera un ataque al corazón - fue un éxito comercial y de crítica (que vendió más de 3 millones de copias). Whitey Ford Sings the Blues fue aclamado por su mezcla de rap con guitarras acústica y eléctrica, desarrollado por Everlast junto con los productores Dante Ross y John Gamble (alias SD50). El sencillo principal "What It's Like" resultó ser su canción más popular y exitosa, aunque el segundo sencillo, "Ends", también alcanzó el rock top 10.
Everlast vio aumentado su éxito tras la colaboración con Santana en la canción "Put Your Lights On" en el álbum de Santana, Supernatural 1999. Se ubicó en el nº 118 en la lista pop, pero mucho mejor con Airplay de radio rock, llegando al número 8 en la lista Mainstream Rock Tracks. "Put Your Lights On" premio a la Mejor Interpretación Rock por un Dúo o Grupo con Vocal en los Premios Grammy 2000. Al final de la canción, Everlast se puede escuchar el canto de la primera parte del Shahadah "La ilaha illa Alá", la profesión de fe islámica. Everlast es un musulmán devoto.
Después del éxito de Whitey Ford Sings the Blues y su éxito con Santana, Everlast editó otro álbum, Eat at Whitey's (2000), tropezó comercialmente en un primer momento en los Estados Unidos. Sin embargo, finalmente fue disco de oro. El álbum también fue bien acogido por la crítica, especialmente por la revista Rolling Stone que examinó el álbum entre "bueno" y "grande" y se centró en él como la release más importante del mes.

## Guerra lírica con Eminem
Poco después de que ambos artistas contribuyeron con temas para la banda sonora End of Days (Fin de los Días) (1999), una pelea se desató entre Everlast y Eminem. Eminem y Everlast se cruzaron antes de un concierto a principios de 1999. Eminem dice que no saludó a Everlast porque no lo reconoció de inmediato, y le dijo a Everlast que le reconoció. La versión de Everlast es que él trató de felicitar a Eminem en su éxito, y Eminem paso de él. De cualquier manera, la estrofa de Everlast en el tema con Dilated Peoples "Ear Drums Pop (Remix)" contiene una referencia a Eminem ( "I buck a .380 on those that act shady"), y fue cuando se calentó "You might catch a beatdown now where I come from" en su recuento del incidente.

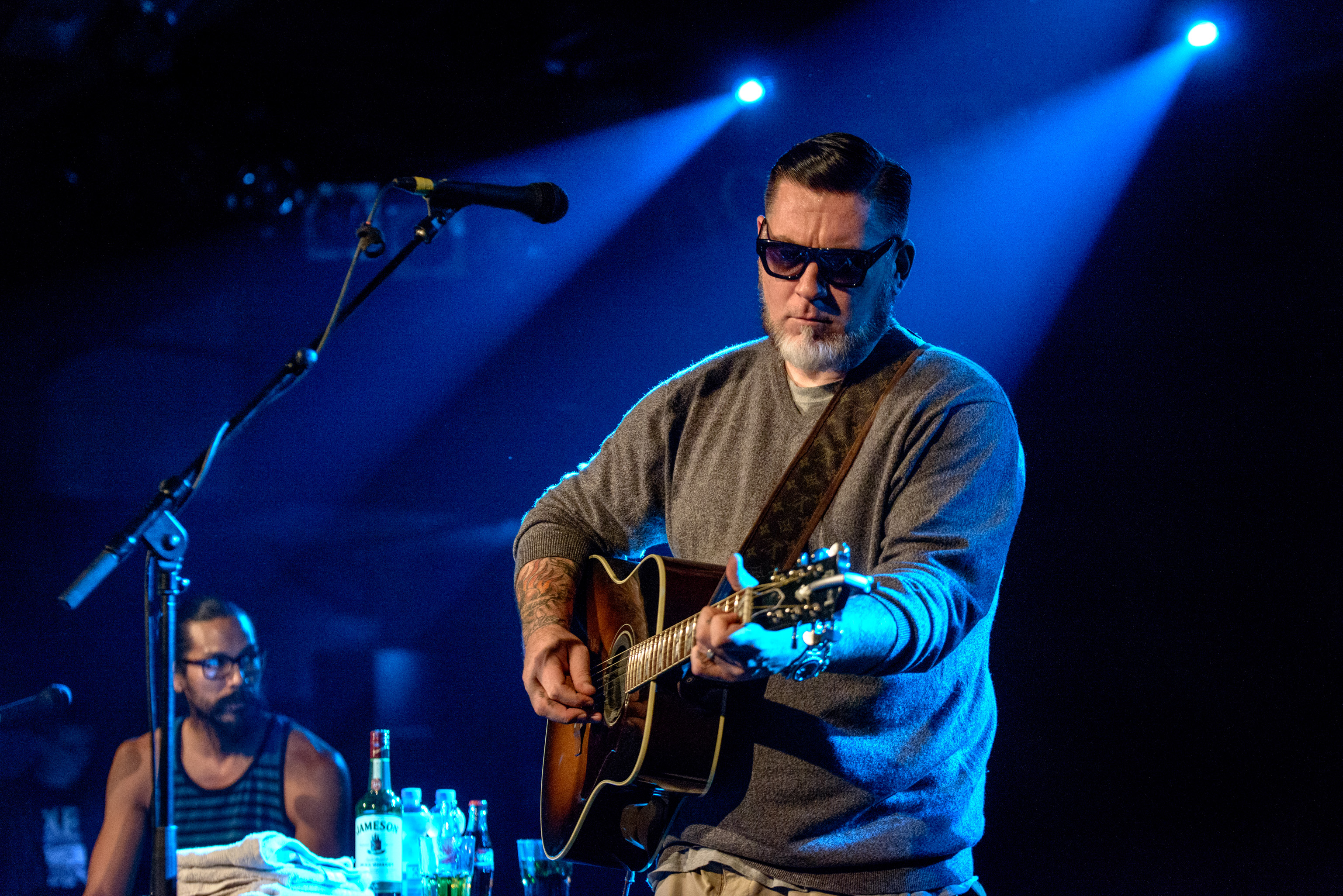
Live 2015 in Germany

Eminem, a su vez, enterró a Everlast varias veces en público y con la canción "I Remember (Dedication To Whitey Ford)." lanzada como el lado B del sencillo vinilo 12 de su grupo D12 "Shit on You". En él, Eminem habla acerca de cómo se acordaba de la música de Everlast, sin embargo," Kid Rock y Limp Bizkit llegaron ahora / nadie quiere oír tu viejo culo cantar más".
Everlast respondió con la canción "Whitey's Revenge", lanzado sólo en su web oficial. Considerando que la canción contenía referencias a las relaciones tensas de Eminem con su esposa y su madre, que era "mejor que corras y verifiques el ADN de tu hijo", refiriéndose de nuevo a la hija de Eminem, Hailie Jade Mathers.  Hay referencias a la litigacion de Eminem por su Madre.
Eminem y D12 respondieron con "Quitter", la segunda mitad de los cuales uso "Hit Em Up" de 2Pac. En él, advierte a Everlast, "Si hablas acerca de mi niña en una canción de nuevo te voy a matar ". La canción termina con las palabras, "¡A la mierda, eso es todo, he terminado, te lo prometo, he terminado, eso es todo / lo siento, lo siento, lo siento, te lo prometo / I sólo creo en patear a un hombre mientras que él está abajo / ¡Maldita sea! Estoy fuera", y de nuevo la alerta "menciona el nombre de mi hija en una canción otra vez te joderé. "
Everlast se hizo eco de un sentimiento similar sobre el estado de este conflicto, declarando en varias entrevistas que sentía todo lo que había sido dicho y que ahora se abstenía de nuevas respuestas. Evidence y Dilated Peoples, sin embargo, sintieron la necesidad de lanzar un último tiro de despedida.

## Tommy Boy se vende a la Warner Bros.
Después de la venta del catálogo de los máster de Tommy Boy Records' a Warner Bros. Récords. Everlast esta sin compañía, pero en 2003 firmó con Island/Def Jam. Su cuarto álbum como solista, White Trash Beautiful (2004), fue editado después de casi un paréntesis de cuatro años. El álbum recibió críticas diversas y fue un fracaso comercial. Finalmente, Everlast fue liberado de su contrato.

## La Coka Nostra
A principios de 2006, Everlast se asoció con sus compañeros de House of Pain DJ Lethal y Danny Boy para reunirse en el grupo de hip-hop La Coka Nostra. El primer disco del grupo A Brand You Can Trust (con DVD) fue lanzado el 14 de julio de 2009. El 19 de diciembre de 2008, se anunció que "A Brand You Can Trust" sería lanzado en el sello Uncle Howie Récord/Suburban Noize Records con Everlast y Ill Bill como productores ejecutivos.

## Martyr Inc.[6]
En 2007, Everlast fue elegido para hacer el tema de la serie de televisión Saving Grace. La canción suena durante la secuencia del título principal de la serie, y fue originalmente lanzado a los medios digitales solo, sin embargo, también se incluyó en el quinto álbum en solitario de Everlast Love, War and the Ghost of Whitey Ford. El álbum fue lanzado el 23 de septiembre de 2008, por el propio sello discográfico de Everlast Martyr Inc, con distribución por Hickory Records/Sony/ ATV Music Publishing (Se filtró el álbum a través de diditleak.co.uk el viernes 29 de agosto). Un segundo single y video, "Letter Home From The Garden Of Stone", fue lanzado para su descarga libre desde mártir-inc.com en diciembre de 2007. El tercer sencillo, un cover de "Folsom Prison Blues" de Johnny Cash, fue lanzado para descargar el 19 de agosto. El video de "Stone in My Hand" debutó en el sitio web de mártir-inc el 28 de octubre de 2008 siendo el cuarto video para el álbum.

## Discografía

### Álbumes
| Álbum information |
| --- |
| Forever Everlasting - Editado: 27 de marzo de 1990 - Discográfica: Warner Bros. Records - Singles: "Never Missin' a Beat", "The Rhythm", "I Got the Knack"                                                                                   |
| Whitey Ford Sings the Blues - Editado: 8 de septiembre de 1998 (2× Platinum) - Discográfica: Tommy Boy Records - Singles: "What It's Like", "Ends", "Painkillers"                                                                            |
| Today (EP) - Editado: 1999 - Discográfica: Tommy Boy Records - Singles: - |
| Eat at Whitey's - Editado: 17 de octubre de 2000 (Gold) - Discográfica: Tommy Boy Records - Singles: "Black Jesus", "Deadly Assassins", "I Can't Move"                                                                                       |
| White Trash Beautiful - Editado: 25 de mayo de 2004 - Discográfica: Island Def Jam - Singles: "White Trash Beautiful", "Sleepin' Alone", "Blinded By The Sun", "Sad Girl", "Lonely Road"                                                     |
| Love, War and The Ghost of Whitey Ford - Editado: 23 de septiembre de 2008 - Discográfica: Martyr Inc. - U.S. sales: 6,500+ in its first week. - Singles: "Letters Home from the Garden of Stone", "Folsom Prison Blues", "Stone In My Hand" |

### Singles
| Año                                       | Título                                                      | Posiciones en las listas | Posiciones en las listas | Posiciones en las listas | Posiciones en las listas | Posiciones en las listas | Posiciones en las listas | Posiciones en las listas | Posiciones en las listas | Posiciones en las listas | Album                                  |
| Año                                       | Título                                                      | US                       | US Mod                   | US Main                  | AUS                      | AUT                      | GER                      | NLD                      | SUI                      | UK                       | Album                                  |
| ----------------------------------------- | ----------------------------------------------------------- | ------------------------ | ------------------------ | ------------------------ | ------------------------ | ------------------------ | ------------------------ | ------------------------ | ------------------------ | ------------------------ | -------------------------------------- |
| 1990                                      | "Never Missin' a Beat"                                      | —                        | —                        | —                        | —                        | —                        | —                        | —                        | —                        | —                        | Forever Everlasting                    |
| 1990                                      | "I Got the Knack"                                           | —                        | —                        | —                        | —                        | —                        | —                        | —                        | —                        |                          | Forever Everlasting                    |
| 1990                                      | "The Rhythm"                                                | —                        | —                        | —                        | —                        | —                        | —                        | —                        | —                        | —                        | Forever Everlasting                    |
| 1998                                      | "What It's Like"                                            | 13                       | 1                        | 1                        | 26                       | 17                       | 17                       | 58                       | 20                       | 34                       | Whitey Ford Sings the Blues            |
| 1999                                      | "Ends"                                                      | 109                      | 7                        | 13                       | —                        | —                        | 67                       | —                        | —                        | 47                       | Whitey Ford Sings the Blues            |
| 1999                                      | "Put Your Lights On" (Santana feat. Everlast)               | 118                      | 17                       | 8                        | 32                       | —                        | 92                       | —                        | 87                       | 97                       | Supernatural                           |
| 1999                                      | "Painkillers"                                               | —                        | —                        | —                        | —                        | —                        | —                        | —                        | —                        | —                        | Whitey Ford Sings the Blues            |
| 2000                                      | "Black Jesus"                                               | —                        | 15                       | 30                       | —                        | —                        | —                        | 96                       | 86                       | 37                       | Eat at Whitey's                        |
| 2001                                      | "Deadly Assassins" (feat. B-Real)                           | —                        | —                        | —                        | —                        | —                        | —                        | —                        | —                        | 158                      | Eat at Whitey's                        |
| 2001                                      | "I Can't Move"                                              | —                        | 24                       | —                        | —                        | —                        | 99                       | —                        | —                        | 107                      | Eat at Whitey's                        |
| 2004                                      | "White Trash Beautiful"                                     | —                        | —                        | —                        | —                        | 64                       | 59                       | —                        | 42                       | —                        | White Trash Beautiful                  |
| 2008                                      | "Letters Home from the Garden of Stone"                     | —                        | —                        | —                        | —                        | —                        | —                        | —                        | —                        | —                        | Love, War and The Ghost of Whitey Ford |
| 2008                                      | "Folsom Prison Blues"                                       | —                        | —                        | —                        | —                        | —                        | —                        | —                        | —                        | —                        | Love, War and The Ghost of Whitey Ford |
| 2008                                      | "Stone In My Hand"                                          | —                        | —                        | —                        | —                        | —                        | —                        | —                        | —                        | —                        | Love, War and The Ghost of Whitey Ford |
| 2008                                      | "My Medicine" (Snoop Dogg feat. Willie Nelson and Everlast) | —                        | —                        | —                        | —                        | —                        | —                        | —                        | —                        | —                        | Ego Trippin'                           |
| "—" denotes a release that did not chart. |                                                             |                          |                          |                          |                          |                          |                          |                          |                          |                          |                                        |

### Apariciones en otros álbumes
- Ice-T - "What Ya Wanna Do?" (The Iceberg, 1989)
- Bronx Style Bob - "Ode II Junior" (Grandma's Ghost, 1992)
- The Whooliganz - "Hit the Deck" (Put Your Handz Up (Single), 1993)
- Madonna - "Waiting (Remix)" (Rain (Maxi-Single), 1993)
- Nice & Smooth - "Save the Children" (Jewel of the Nile, 1993)
- Lordz of Brooklyn - "Gravesend (Lake Of Fire)" (Gravesend (Soundtrack), 1997)
- Carlos Santana - "Put Your Lights On" (Supernatural, 1999)
- SX-10 - "Rhyme in the Chamber" (Mad Dog American, 2000)
- Dilated Peoples - "Ear Drums Pop (Remix)" (The Platform, 2000)
- DJ Muggs - "Razor to Your Throat" (Soul Assassins II, 2000)
- Run DMC - "Take the Money and Run" (Crown Royal, 2001)
- Kurupt - "Kuruption" (Space Boogie: Smoke Oddessey, 2001)
- Limp Bizkit - "Faith/Fame Remix" (New Old Songs, 2001)
- Hesher - "Whose Generation" (Hesher, 2001)
- X-Ecutioners - "B-Boy Punk Rock 2001" (Built From Scratch, 2002)
- DJ Muggs - "Gone for Good" (Dust, 2003)
- Danny Diablo - "Rise Above" (Street CD Vol 2, 2005)
- The Lordz - "The Brooklyn Way" (The Brooklyn Way, 2006)
- Swollen Members - "Put Me On" (Black Magic, 2006)
- Snoop Dogg - "My Medicine" (Ego Trippin', 2008)
- Ill Bill - "Only Time Will Tell" "Pain Gang"(The Hour of Reprisal, 2008)

### Bandas Sonoras
- Judgment Night (película) (1993) -- "Just Another Victim" Helmet & House of Pain
- Gravesend (1997) -- "Gravesend (Lake of Fire)" with Lordz of Brooklyn; "Some Nights (Are Better Than Others)"
- End of Days (1999) -- "So Long"
- Big Daddy (1999) -- "Only Love Can Break Your Heart"
- Black & White (2000) -- "Life's A Bitch"
- King of the Jungle (2000) --"Love for Real (Remix)" feat. N'Dea Davenport
- Ali (2001) -- "The Greatest"
- Saving Grace (serie de TV) (2007) -- "Saving Grace"
- Drive Angry (2011) -- "Stone In My Hand"

## Vida personal
En 1996, Everlast se convirtió del catolicismo al islam.